# 사이프러스 세미컨덕터
사이프러스 세미컨덕터(Cypress Semiconductor)는 실리콘 벨리에 위치한 반도체 설계 및 제조기업이다. 사이프레스는 AMD에서 퇴사한 T. J. 로저스와 동료가 1982년에 세빈 로젠 펀드의 투자로 설립되었고 1986년에 주식 공개되었다. 초창기에 고속 시모스, 에스램, 이이피롬, PAL 소자와 TTL 소자의 설계와 개발에 집중했다. 나스닥에 상장한 지 2년후에, 뉴욕 증권거래소로 이동하여 기존의 거래부호인 (NYSE: CY)를 계속 사용했다. 본사는 캘리포니아주 새너제이에 있으며, 각 사업부는 미국, 인도와 필리핀에 있고, 반도체 팹은 미네소타주와 텍사스주에 있다.
주요 경쟁업체는 인터그레이티드 디바이스 테크놀로지 (IDT), 삼성전자와 자일링스가 있다.
2019년 6월 독일 인피니온이 94억달러에 인수하였다.

## 주요 제품군
- 범용 클럭 생성기
- 제어용 통신 소자
- 이미지 센서
- 메모리
- 광학 센서
- PSoC 혼합신호 제어기
- 물리층 소자
- 프로그래머블 논리 소자
- 태양 전지
- USB 소자
- 웨스트브리지 주변장치 제어기
- 무선통신 소자

## 위치
사이프레스는 미국, 필리핀, 벨기에, 아일랜드, 인도의 벵갈루루와 히데라바드에서 제조 공장과 설계 사무소를 운영하고 있다.

## 같이 보기
- 워프 (사이프러스 세미컨덕터)